# Phrynobatrachus albifer
Phrynobatrachus albifer es una especie de anfibio anuro de la familia Phrynobatrachidae.

## Distribución geográfica
Esta especie es endémica de Tanzania. Sólo se conoce en su localidad típica, Usaramo.

## Descripción
Phrynobatrachus albifer mide hasta 20 mm.

## Publicación original
- Ahl, 1924 : Neue Reptilien und Batrachier aus dem zoologischen Museum. Archiv für Naturgeschichte, Abteilung A, vol. 90, p. 246-254.[2]